# Lemonias zygia
Lemonias zygia is een vlindersoort uit de familie van de prachtvlinders (Riodinidae), onderfamilie Riodininae.
Lemonias zygia werd in 1807 beschreven door Hübner.